# Jennings Franciskovic
Jennings Franciskovic (Chicago, 10 maggio 1995) è un pallavolista statunitense, palleggiatore dello Skra Bełchatów.

## Carriera

### Club
La carriera di Jennings Franciskovic inizia nei tornei scolastici californiani, giocando per la Oaks Christian School. Concluse le scuole superiori gioca a livello universitario per la Hawaii, in NCAA Division I dal 2014 al 2017, venendo inserito negli All-America durante il suo ultimo anno.
Nella stagione 2017-18 firma il suo primo contratto professionistico nella Superlega Italiana, col Modena, dove resta anche nella stagione seguente, in cui conquista la Supercoppa italiana 2018, per poi lasciare la squadra pochi mesi dopo per problemi fisici. Rientra in campo, sempre nella massima divisione italiana, per il campionato 2019-20 con il BluVolley Verona, mentre nella stagione successiva si trasferisce in Polonia, disputando la Polska Liga Siatkówki con lo Skra Bełchatów.

### Nazionale
Nel 2015 fa parte della nazionale statunitense Under-21, vincendo la medaglia d'oro alla Coppa panamericana.

## Palmarès

### Club
- Supercoppa italiana: 1

2018

### Nazionale (competizioni minori)
- Coppa panamericana Under-21 2015

### Premi individuali
- 2017 - All-America First Team